# Sânmărtinu de Câmpie
Sânmărtinu de Câmpie – wieś w Rumunii, w okręgu Marusza, w gminie Râciu. W 2011 roku liczyła 508 mieszkańców.